# AMD FX
Die FX-Serie ist eine Familie von x86-Mikroprozessoren mit AMD64-Erweiterung des Herstellers AMD. Es handelt sich dabei um Mehrkernprozessoren für Desktop-Computer. Die Prozessoren basieren auf der Bulldozer- bzw. Piledriver-Architektur.

## Geschichte
Nach seiner Ankündigung im Q4 2010 gab es zunächst viel Wirbel um die neue Architektur, da sie das erste Mal seit mehreren Jahren wieder konkurrenzfähig zu Intel sein sollte. Ein knappes Jahr später wurden die ersten vier Prozessoren veröffentlicht. Der FX-4100, FX-6100, FX-8120 und FX-8150 sind die ersten verfügbaren Prozessoren; der FX-8100 wird nur an OEM-Kunden ausgeliefert und ist nicht einzeln erhältlich. Ende Februar 2012 wurden mit dem FX-4170 und dem FX-6200 zwei weitere Modelle vorgestellt.

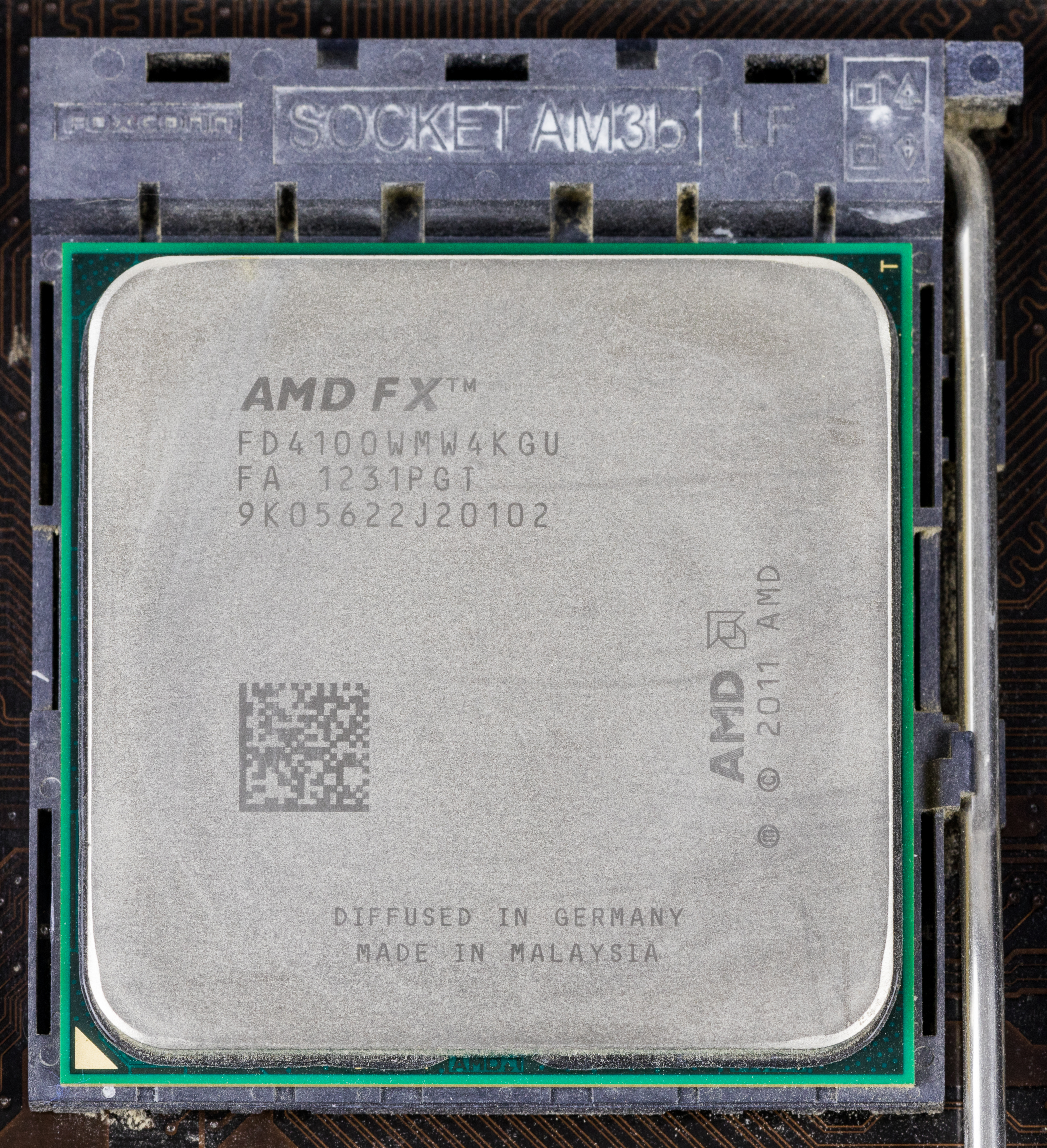
Handelsüblicher Prozessor AMD FX 4100, hergestellt in Dresden

## Zielgruppe
Nach AMDs Marketing sollten die CPUs das High-End-Segment bedienen und dank ihres offenen Multiplikators eine hohe Übertaktung ermöglichen. In ersten Tests unter Windows lag jedoch auch das Topmodell hinter dem Pendant von Intel, dem Core i7 2600K, und konsumierte dabei unter Last wesentlich mehr elektrische Leistung. Die enorme Leistungsaufnahme unter Last ist auch der begrenzende Faktor beim Übertakten auf üblichen Mainboards mit üblicher Kühlung. Für Windows 7 wurden zwei Patches nachgereicht, mit denen die Performance von Software mit weniger Threads leicht erhöht wird, die Multithread-Performance fällt teilweise jedoch etwas ab. In einem guten Mix dieser Anwendungen ist die durchschnittliche Leistung des AMD FX-8150 beinahe gleich geblieben. Auch mit Windows 8 verbessert sich die Leistung entgegen anders lautenden Vorankündigungen kaum.

### Linux und UNIX-Systeme
Wie auch bei Intel-Prozessoren bekannt, erleben die AMD Bulldozer unter Linux einen Leistungssprung. Insbesondere in Anwendungsfällen, in denen die Multi-Threading-Leistung wichtig ist, wie beispielsweise beim Hochfahren eines Linux-Systems mit systemd, beim Apache-Benchmark oder bei der Kompilierung von Software (auf einem 8-Kerner verursacht Software-Kompilierung im Normalfall eine 100%-Dauerbelastung aller Kerne mit insgesamt 16 Threads), lässt sich hier gut beobachten, dass der Sprung bei AMD wesentlich größer als bei Intel ausfällt. Bei BSD-Systemen wie FreeBSD kann dieser Sprung teilweise noch größer werden – höchstwahrscheinlich einer der Gründe, weshalb in Sonys PlayStation 4 ein AMD Prozessor in Kombination mit FreeBSD eingesetzt wird. Die Prozessoren der AMD-FX-Serie werden jedoch vorzugsweise für Spieler beworben, was die Prozessoren einiges an Reputation kostete, obwohl ihre Leistung je nach Anwendungsfall die eines Intel-Prozessors übersteigen kann.

## Software-Optimierung
Bei der Verwendung des Open64-Compilers unter Linux kann, je nach Benchmarks, teilweise mehr als die doppelte Leistung aus dem Bulldozer geholt werden.
Der Open64-Compiler ist jedoch nicht vollständig mit allen Funktionen eines Compilers wie GCC ausgerüstet, weswegen man nicht ein ganzes System mit Open64 kompilieren und somit nicht die volle Optimierung in allen Anwendungsbereichen nutzen kann.
In aktuellen GCC-Versionen bietet aber GCC bereits selbst auch Optimierung für den Bulldozer, welche mit -march=bdver2 (oder -march=native für automatische Erkennung) genutzt werden kann. Hierdurch wird die Leistung erhöht. Diese Optimierung in GCC kann auch genutzt werden, um das ganze Betriebssystem mit allen Anwendungen zu kompilieren, wodurch die Optimierung in allen Anwendungen angewandt wird. Je nach Anwendung läuft diese Optimierung schneller oder langsamer als das Kompilieren mit AMDs eigenem Open64 Compiler.

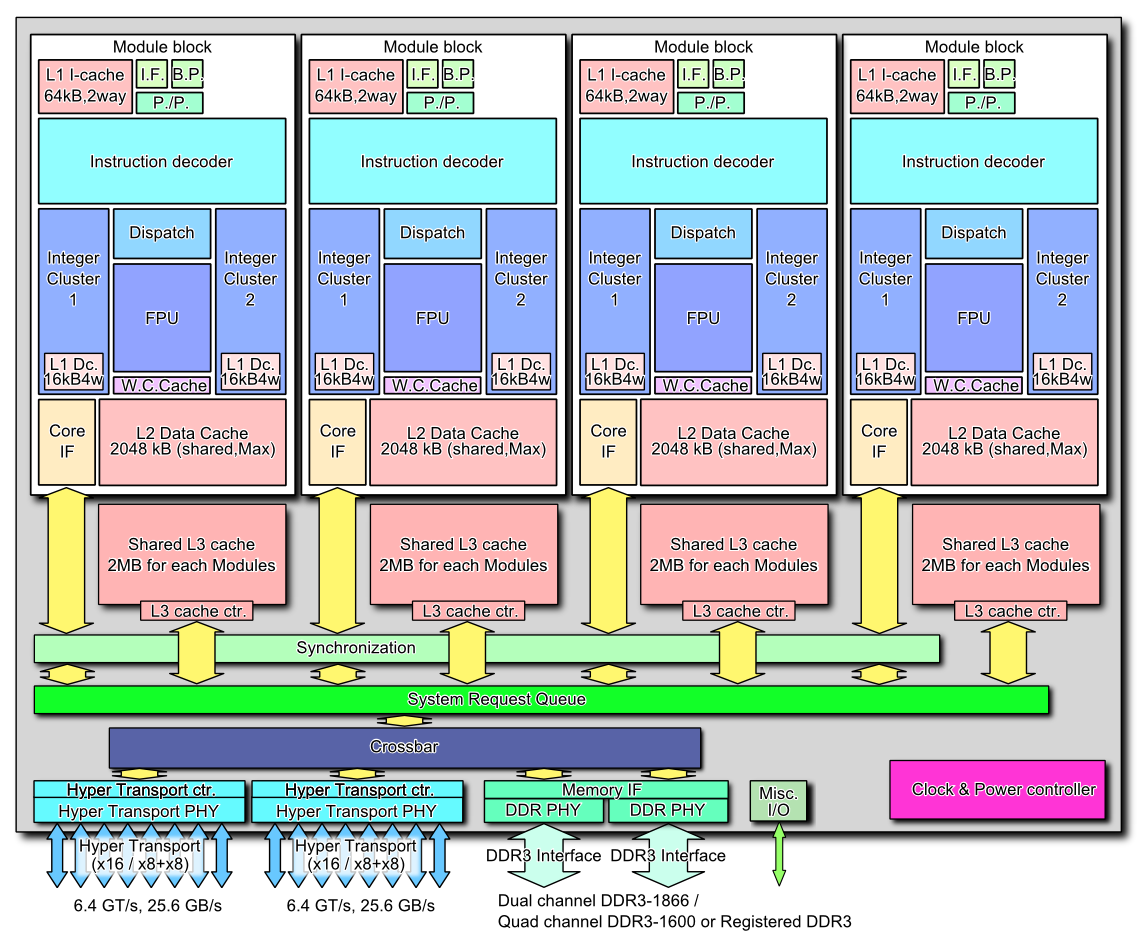
Blockdiagramm eines 4-Modul-Prozessors

## Technisches
Jeder Prozessor besteht aus mehreren sogenannten Modulen. Ein Modul enthält jeweils – neben Cache und allem, was sonst zu einem typischen Prozessorkern gehört – zwei Integer-Cluster, aber nur eine Gleitkomma-Einheit. Letztere kann entweder einen Thread mit 256-Bit-Befehlen oder zwei Threads mit 128-Bit-Befehlen abarbeiten. Auf den Integer-Clustern kann jeweils nur ein Thread ausgeführt werden. Alle anderen Einheiten des Prozessors wie etwa Fetch und Decode teilen sich alle Ausführungseinheiten. AMD nennt diesen Ansatz Core-Multithreading. Bei dieser Methode verfolgt man einen ähnlichen Ansatz wie mit Simultaneous Multithreading, geht jedoch einen Schritt weiter. Während man bei Simultaneous Multithreading im Wesentlichen nur die Register verdoppelt, um so zwei Threads auf einem Kern auszuführen, werden bei der Bulldozer-Architektur mehrere Integer-Cluster in einem Modul verbaut.
Zusätzlich zu den Spezialbefehlen für AES-Verschlüsselung und der Erweiterung Advanced Vector Extensions bietet der FX als erster Prozessor echte Vier-Operanden-Befehle (Fused-Multiply-Add, FMA4).

## Modelldaten

### Vier Module, acht Threads (8 Integer-Cluster, 4 Gleitkomma-Einheiten)

#### Vishera „Centurion-Edition“(Piledriver-Architektur)
- Verkaufsname AMD FX-9XXX[15]
- Mehrkernprozessor
- Revision: OR-C0
- L1-Cache: je Kern 16 KiB Daten + je Modul 64 KiB Instruktionen
- L2-Cache: je Modul 2048 KiB
- L3-Cache: 8 MiB mit Northbridge-Takt (2,4 GHz)
- MMX, SSE, SSE2, SSE3, SSSE3, SSE4a, SSE4.2, AVX, AES, FMA3, FMA4, XOP, AMD64, Cool’n’Quiet 3.0, NX-Bit, AMD-V, Turbo Core 3.0
- integrierter Dual-Channel-DDR3-Speicher-controller: Unterstützung bis zu DDR3-2400
- Sockel AM3+, HyperTransport
- TDP: 220 W
- Fertigungstechnik: 32 nm (SOI), Immersionslithografie
- Die-Größe: 315 mm² bei 1,2 Milliarden Transistoren
- Taktfrequenzen: 4,4–4,7 GHz
- Modelle:

| Modell      | Prozessortakt | Turbo 4 Module | Turbo 2 Module | TDP   | Einführung      |
| ----------- | ------------- | -------------- | -------------- | ----- | --------------- |
| AMD FX-9370 | 4,4 GHz       | N/A            | 4,7 GHz        | 220 W | 28. August 2013 |
| AMD FX-9590 | 4,7 GHz       | N/A            | 5,0 GHz        | 220 W | 28. August 2013 |

#### Vishera(Piledriver-Architektur)
- Verkaufsname AMD FX-83XX
- Mehrkernprozessor
- Revision: OR-C0
- L1-Cache: je Kern 16 KiB Daten + je Modul 64 KiB Instruktionen
- L2-Cache: je Modul 2048 KiB mit Prozessortakt
- L3-Cache: 8 MiB mit Northbridge-Takt (2,2 GHz)
- MMX, SSE, SSE2, SSE3, SSSE3, SSE4a, SSE4.2, AVX, AES-NI, FMA3, FMA4, XOP, AMD64, Cool’n’Quiet 3.0, NX-Bit, AMD-V, Turbo Core 3.0
- integrierter Dual-Channel-DDR3-Speichercontroller: Unterstützung bis zu DDR3-1866
- Sockel AM3+, HyperTransport
- TDP: 95–125 W
- Fertigungstechnik: 32 nm (SOI), Immersionslithografie
- Die-Größe: 315 mm² bei 1,2 Milliarden Transistoren
- Taktfrequenzen: 3,5–4,0 GHz
- Modelle: [16][17]

| Modell       | Prozessortakt | Turbo 4 Module | Turbo 2 Module | TDP   | Einführung        |
| ------------ | ------------- | -------------- | -------------- | ----- | ----------------- |
| AMD FX-8300  | 3,3 GHz       | 3,5 GHz        | 4,2 GHz        | 95 W  | 23. Oktober 2012  |
| AMD FX-8310  | 3,4 GHz       | 3,7 GHz        | 4,3 GHz        | 95 W  | 2. September 2014 |
| AMD FX-8320  | 3,5 GHz       | 3,8 GHz        | 4,0 GHz        | 125 W | 23. Oktober 2012  |
| AMD FX-8350  | 4,0 GHz       | 4,1 GHz        | 4,2 GHz        | 125 W | 23. Oktober 2012  |
| AMD FX-8370  | 4,0 GHz       | 4,1 GHz        | 4,3 GHz        | 125 W | 2. September 2014 |
| AMD FX-8320E | 3,2 GHz       | 3,5 GHz        | 4,0 GHz        | 95 W  | 2. September 2014 |
| AMD FX-8370E | 3,3 GHz       | 3,6 GHz        | 4,3 GHz        | 95 W  | 2. September 2014 |

#### Zambezi(„Bulldozer-Architektur“)
- Verkaufsname: AMD FX-81XX
- Mehrkernprozessor
- Revision: OR-B2
- L1-Cache: je Kern 16 KiB Daten + je Modul 64 KiB Instruktionen
- L2-Cache: je Modul 2048 KiB mit Prozessortakt
- L3-Cache: 8 MiB mit Northbridge-Takt (2,0 bis 2,2 GHz)
- MMX, SSE, SSE2, SSE3, SSSE3, SSE4a, SSE4.2, AVX, AES-NI, FMA4, XOP, AMD64, Cool’n’Quiet 3.0, NX-Bit, AMD-V, Turbo Core 2.0
- integrierter Dual-Channel-DDR3-Speichercontroller: Unterstützung bis zu DDR3-1866
- Sockel AM3+, HyperTransport mit 5,2 GT/s
- TDP: 95–125 W
- Fertigungstechnik: 32 nm (SOI), Immersionslithografie
- Die-Größe: 315 mm² bei 1,2 Milliarden Transistoren
- Taktfrequenzen: 2,8–3,6 GHz
- Modelle:

| Modell      | Prozessortakt | Turbo 4 Module | Turbo 2 Module | TDP      | Einführung                 |
| ----------- | ------------- | -------------- | -------------- | -------- | -------------------------- |
| AMD FX-8100 | 2,8 GHz       | 3,1 GHz        | 3,7 GHz        | 95 W     | 12. Oktober 2011           |
| AMD FX-8120 | 3,1 GHz       | 3,4 GHz        | 4,0 GHz        | 95–125 W | 12. Oktober 2011 / Q2 2012 |
| AMD FX-8150 | 3,6 GHz       | 3,9 GHz        | 4,2 GHz        | 125 W    | 12. Oktober 2011           |

### Drei Module, sechs Threads (6 Integer-Cluster, 3 Gleitkomma-Einheiten)

#### Vishera(Piledriver-Architektur)
- Verkaufsname: AMD FX-63XX
- Mehrkernprozessor
- Revision: OR-C0
- L1-Cache: je Kern 16 KiB Daten + je Modul 64 KiB Instruktionen
- L2-Cache: je Modul 2048 KiB mit Prozessortakt
- L3-Cache: 8 MiB mit Northbridge-Takt (2,0 GHz bei CPUs mit 95 W TDP und 2,2 GHz bei CPUs mit 125 W TDP)
- MMX, SSE, SSE2, SSE3, SSSE3, SSE4a, SSE4.2, AVX, AES-NI, FMA3, FMA4, XOP, AMD64, Cool’n’Quiet 3.0, NX-Bit, AMD-V, Turbo Core 2.0
- integrierter Dual-Channel-DDR3-Speichercontroller: Unterstützung bis zu DDR3-1866
- Sockel AM3+, HyperTransport mit 5,2 GT/s
- TDP: 95–125 W
- Fertigungstechnik: 32 nm (SOI), Immersionslithografie
- Taktfrequenzen: 3,5–3,9 GHz
- Modelle:

| Modell      | Prozessortakt | Turbo 3 Modul | Turbo 1 Modul | TDP      | Einführung       |
| ----------- | ------------- | ------------- | ------------- | -------- | ---------------- |
| AMD FX-6300 | 3,5 GHz       | 3,8 GHz       | 4,1 GHz       | 95–125 W | 23. Oktober 2012 |
| AMD FX-6330 | 3,6 GHz       | 3,9 GHz       | 4,1 GHz       | 95–125 W | Dezember 2015    |
| AMD FX-6350 | 3,9 GHz       | 4,0 GHz       | 4,2 GHz       | 125 W    | Mai 2013         |

#### Zambezi(„Bulldozer-Architektur“)
- Verkaufsname: AMD FX-6XXX
- Mehrkernprozessor
- Revision: OR-B2
- L1-Cache: je Kern 16 KiB Daten + je Modul 64 KiB Instruktionen
- L2-Cache: je Modul 2048 KiB mit Prozessortakt
- L3-Cache: 8 MiB mit Northbridge-Takt (2,0 GHz)
- MMX, SSE, SSE2, SSE3, SSSE3, SSE4a, SSE4.2, AVX, AES-NI, FMA4, XOP, AMD64, Cool’n’Quiet 3.0, NX-Bit, AMD-V, Turbo Core 2.0
- integrierter Dual-Channel-DDR3-Speichercontroller: Unterstützung bis zu DDR3-1866
- Sockel AM3+, HyperTransport mit 5,2 GT/s
- TDP: 95–125 W
- Fertigungstechnik: 32 nm (SOI), Immersionslithografie
- Taktfrequenzen: 3,3–3,8 GHz
- Modelle:

| Modell      | Prozessortakt | Turbo 3 Module | Turbo 1 Modul | TDP   | Einführung       |
| ----------- | ------------- | -------------- | ------------- | ----- | ---------------- |
| AMD FX-6100 | 3,3 GHz       | 3,6 GHz        | 3,9 GHz       | 95 W  | 12. Oktober 2011 |
| AMD FX-6200 | 3,8 GHz       | 3,9 GHz        | 4,1 GHz       | 125 W | Februar 2012     |

### Zwei Module, vier Threads (4 Integer-Cluster, 2 Gleitkomma-Einheiten)

#### Vishera(Piledriver-Architektur)
- Verkaufsname: AMD FX-43XX
- Mehrkernprozessor
- Revision: OR-C0
- L1-Cache: je Kern 16 KiB Daten + je Modul 64 KiB Instruktionen
- L2-Cache: je Modul 2048 KiB mit Prozessortakt
- L3-Cache: 4–8 MiB mit Northbridge-Takt (2,0 GHz bei CPUs mit 95 W TDP und 2,2 GHz bei CPUs mit 125 W TDP)
- MMX, SSE, SSE2, SSE3, SSSE3, SSE4a, SSE4.2, AVX, AES-NI, FMA3, FMA4, XOP, AMD64, Cool’n’Quiet 3.0, NX-Bit, AMD-V, Turbo Core 2.0
- integrierter Dual-Channel-DDR3-Speichercontroller: Unterstützung bis zu DDR3-1866
- Sockel AM3+, HyperTransport mit 5,2 GT/s
- TDP: 95–125 W
- Fertigungstechnik: 32 nm (SOI), Immersionslithografie
- Taktfrequenzen: 3,8–4,2 GHz
- Modelle:

| Modell      | Prozessortakt | Turbo 2 Module | Turbo 1 Modul | L3-Cache | TDP   | Einführung       |
| ----------- | ------------- | -------------- | ------------- | -------- | ----- | ---------------- |
| AMD FX-4300 | 3,8 GHz       | 3,9 GHz        | 4,0 GHz       | 4 MiB    | 95 W  | 23. Oktober 2012 |
| AMD FX-4350 | 4,2 GHz       | 4,2 GHz        | 4,3 GHz       | 8 MiB    | 125 W | Mai 2013         |

#### Zambezi(„Bulldozer-Architektur“)
- Verkaufsname: AMD FX-4XXX
- Mehrkernprozessor
- Revision: OR-B2
- L1-Cache: je Kern 16 KiB Daten + je Modul 64 KiB Instruktionen
- L2-Cache: je Modul 2048 KiB mit Prozessortakt
- L3-Cache: 8 MiB mit Northbridge-Takt (2,0 GHz), bei FX-4130 nur 4 MiB
- MMX, SSE, SSE2, SSE3, SSSE3, SSE4a, SSE4.2, AVX, AES-NI, FMA4, XOP, AMD64, Cool’n’Quiet 3.0, NX-Bit, AMD-V, Turbo Core 2.0
- integrierter Dual-Channel-DDR3-Speichercontroller: Unterstützung bis zu DDR3-1866
- Sockel AM3+, HyperTransport mit 5,2 GT/s
- TDP: 95–125 W
- Fertigungstechnik: 32 nm (SOI), Immersionslithografie
- Taktfrequenzen: 3,6–4,2 GHz
- Modelle:

| Modell      | Prozessortakt | Turbo 2 Module | Turbo 1 Modul | TDP   | Einführung       |
| ----------- | ------------- | -------------- | ------------- | ----- | ---------------- |
| AMD FX-4100 | 3,6 GHz       | 3,7 GHz        | 3,8 GHz       | 95 W  | 12. Oktober 2011 |
| AMD FX-4130 | 3,8 GHz       | 3,9 GHz        | 4,0 GHz       | 125 W | 27. August 2012  |
| AMD FX-4170 | 4,2 GHz       | 4,3 GHz        | 4,3 GHz       | 125 W | Februar 2012     |